# Jingzhou (Hubei)

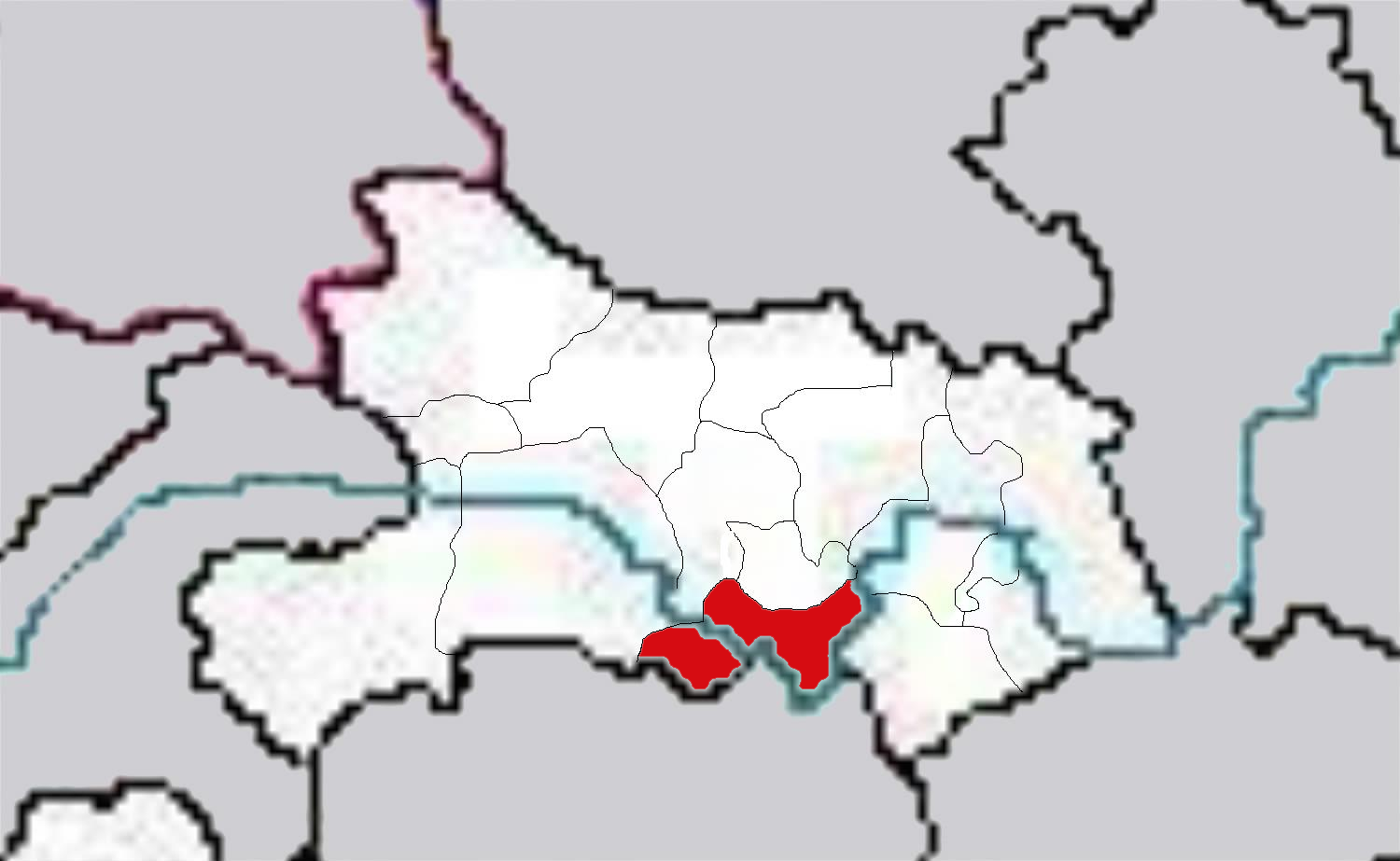
Lage von Jingzhou in der Provinz Hubei

Jingzhou (chinesisch 荆州市, Pinyin Jīngzhōu Shì) ist eine chinesische bezirksfreie Stadt mit 5.231.180 Einwohnern (Stand: Zensus 2020). Beim Zensus im Jahr 2000 wurden noch 6.279.990 Einwohner gezählt. Die Stadt liegt im Süden der Provinz Hubei. Das Verwaltungsgebiet der Stadt Jingzhou, das sich über ein Gebiet von 14.069 km² erstreckt,
Jingzhou ist Teil der wichtigen West-Industriebasen (neben Yichang und Jingmen) von Hubei mit Schwergewicht auf Stromversorgung, Erdölindustrie, chemischer Industrie sowie Leicht- und Textilindustrie.
Jingzhou, besonders Shashi ist stark umweltverschmutzt.

## Administrative Gliederung

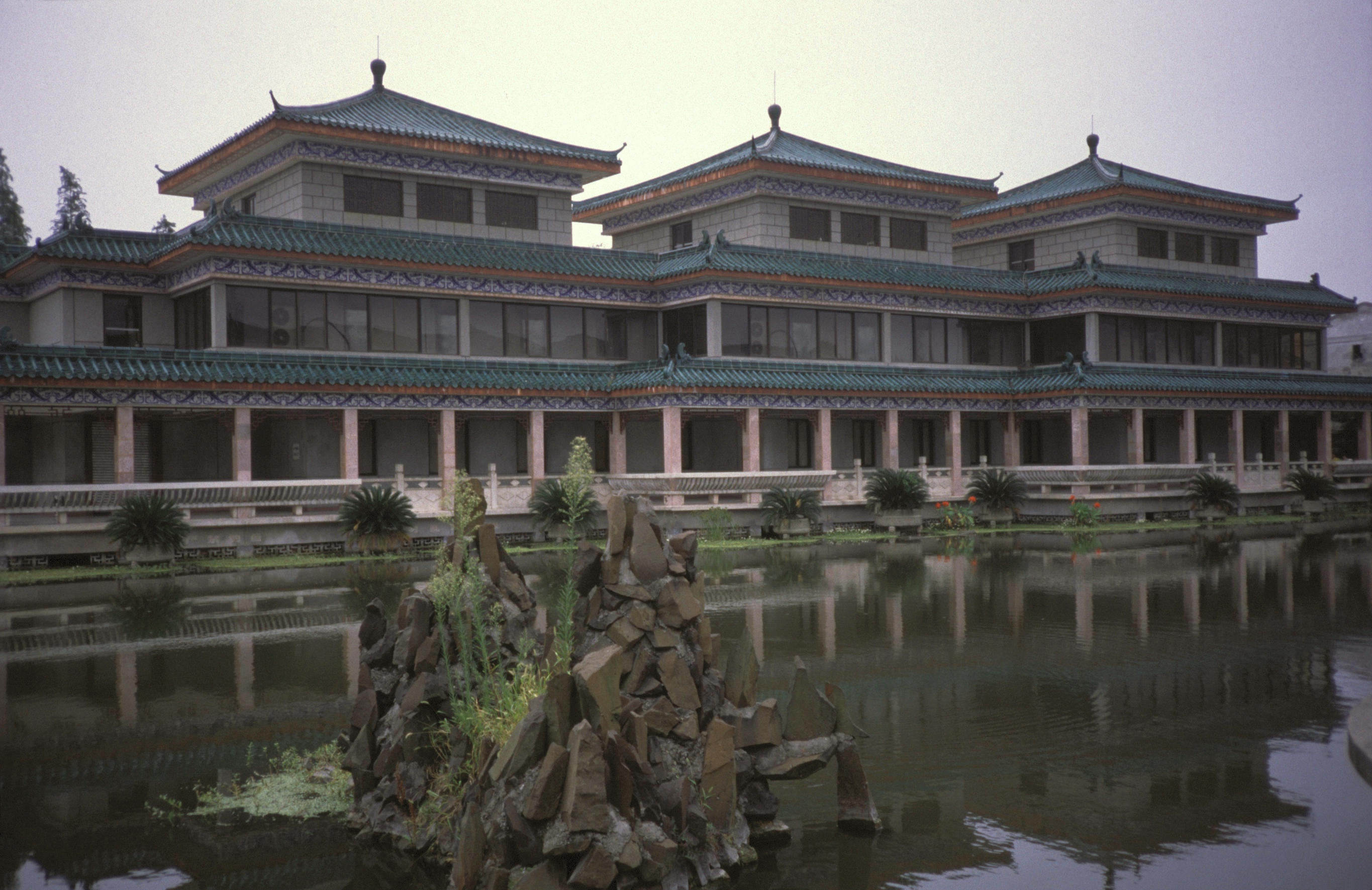
Museum in Jingzhou

Auf Kreisebene setzt sich Jingzhou aus zwei Stadtbezirken, zwei Kreisen und vier kreisfreien Städten zusammen. Diese sind (Stand: Ende 2019).:
- Stadtbezirk Shashi – 沙市区 Shāshì Qū; 517 km², 666.400 Einwohner, Zentrum, Sitz der Stadtregierung
- Stadtbezirk Jingzhou – 荆州区 Jīngzhōu Qū; 1.045 km², 585.400 Einwohner
- Kreis Gong’an – 公安县 Gōng'ān Xiàn; 2.258 km², 837.800 Einwohner, Hauptort: Großgemeinde Douhuti (斗湖堤镇)
- Kreis Jiangling – 江陵县 Jiānglíng Xiàn; 1.048 km², 338.800 Einwohner, Hauptort: Großgemeinde Haoxue (郝穴镇)
- Stadt Honghu – 洪湖市 Hónghú Shì; 2.494 km², 806.800 Einwohner
- Kreis Jianli – 监利市 Jiānlì Shì; 3.125 km², 1.007.200 Einwohner
- Stadt Shishou – 石首市 Shíshǒu Shì; 1.405 km², 560.100 Einwohner
- Stadt Songzi – 松滋市 Sōngzī Shì; 2.177 km², 767.600 Einwohner

## Persönlichkeiten
- Chen Long (* 1989), Badmintonspieler
- Wang Zhiyi (* 2000), Badmintonspielerin

## Quelle
- chinabroadcast.cn